# خايمي بايزا
خايمي بايزا (بالإسبانية: Jaime Baeza)‏ هو مدرب كرة قدم ولاعب كرة قدم تشيلي، ولد في 28 أغسطس 1962. لعب مع إيفرتون دي فينا ديل مار.

## وصلات خارجية
- خايمي بايزا على موقع الاتحاد الدولي (مؤرشف)  (الإنجليزية)
- خايمي بايزا على موقع عالم كرة القدم.نت (الإنجليزية)
- خايمي بايزا على موقع أوليمبيديا (الإنجليزية)